# Генріх Беренгар (король Німеччини)
Генріх Беренгар (*Heinrich-Berengar, 1136/1137 —1150) — король Німеччини у 1147—1150 роках (як Генріх IV).

## Життєпис
Походив з династії Гогенштауфенів. Син Конрада III, імператора Священної Римської імперії, та Гертруди Зульцбаської. Народився у 1136 або 1137 році. У 1139 році було заручено з Софією Арпад, донькою Бели II, короля Угорщини. Втім у 1141 році заручини скасовано.
У 1147 році на засіданні рейхстагу в Регенсбурзі Генріха Беренгара було обрано королем Німеччини та співволодарем батька. Коронація відбулася 30 березня в Аахенському соборі. Того ж року за відсутності Конрада III, який рушив у Другий хрестовий похід, Генріху (IV) було доручено керувати Німеччиною, проте реальна влада належала сановникам — Генріху фон Вісенбаху та Вільбладу, абату Монте-Кассіно.
У 1150 році очолив війська проти повсталих тосканських правителів Вельфа VI та Вельфа VII, яким було завдано поразки у битві при Флохберзі. Втім у квітні або травні того ж року Генріх Беренгар раптово помер. Поховано у монастирі Лорх.